# セルヒイ・ポプコ
セルヒイ・ミコラヨヴィチ・ポプコ (ウクライナ語: Попко Сергій Миколайович) は、ウクライナの軍人。ウクライナ陸軍司令官等を歴任。

## 経歴
2011年9月から2012年7月まで第13軍団長を務めた。
2012年8月24日、中将に昇進。
2012年7月から2016年3月まで、ポプコはウクライナ軍参謀本部の中央指揮センターを率い、ウクライナ軍統合作戦司令部の司令官を務めていた。
2016年3月、ウクライナ陸軍司令官に任命された。
2017年12月5日、上級大将に昇進。
2019年8月5日 、ウクライナ陸軍司令官を解任された。
2019年8月20日、ウクライナ国防省主任監察官に任命された。
2020年5月7日、除隊し予備役に編入。
2022年10月21日、ウォロディミル・ゼレンスキー大統領は、ポプコをキーウ市軍政長官に任命した。ポプコは空襲警報発令時にキーウ市内の公共交通機関を停止する決定の延長を行った。
2024年12月31日、ポプコはキーウ市軍政長官の職を解任された。

## 栄典
- 2等ボフダン・フメリニツキー勲章 - 2013年8月24日[11]
- 3等ボフダン・フメリニツキー勲章 - 2008年5月23日[12]
- ウクライナの軍事貢献に対する勲章（ウクライナ語版） - 1998年8月19日[13]